# أمني انتف الرابع
أمني إنتف الرابع، (بالإنجليزية: Ameny Intef IV)‏ ، هو الملك الثاني من فراعنة الأسرة الثالثة عشر في عهد الدولة الوسطى. ويعتقد أنه تولى العرش في سنة 1770 ق.م.